# Anne-Marie Peysson
Anne-Marie Peysson (Sant Disdier, Alts Alps, 24 de juliol de 1935 - Le Vésinet, 14 d'abril de 2015) va ser una presentadora i periodista francesa.

## Biografia
Quan encara no tenia un any, els seus pares, Maurice Peysson (1910-1967) i Marguerite Prayer (1916-?) es van instal·lar a Marsella. El seu pare era dibuixant i fou contractat per l'Ajuntament de Marsella després de la Segona Guerra Mundial.
Fascinada per la ràdio i la televisió, Anne-Marie Peysson es va presentar a un concurs de presentadores organitzat per l'estació de RTF de Marsella. La seva vivacitat va satisfer el jurat presidit per Marcel Pagnol, que va dir: No et preocupis pas, tu ets la més bella. Durant quatre anys va presentar els programes de Télé-Marseille.
El 1958 va anar a París, amb l'esperança d'obtenir el lloc de tercera locutora de l'ORTF, al costat de Catherine Langeais i de Jacqueline Caurat, però finalment li van donar el lloc a Jacqueline Huet. Hagué de contentarse amb el càrrec de presentadora substituta i presentar els espectacles infantils de la tarda. i va participar en Paris club i Service d'été.
El 1960 dues locutores es van posar malaltes (Jacqueline Huet d'amigdalitis i Jacqueline Caurat d'icterícia) i la tercera, Catherine Langeais, es trobava a Brussel·les, i aleshores se li va demanar que le substituís i el 10 d'abril de 1960 va aparèixera la televisió com a locutora. Esdevindrà una de les locutores preferides de la primera cadena, representant una noia jove fresca, espontània i plena de vivacitat. També va sortir al costat de Guy Lux en el programa de varietats Le Palmarès des chansons de 1965 a 1968. Va generar polèmica el 1966 quan va fer de presentadora estant embarassada, i els diaris organitzaren referèndums per saber si hauria de restar en antena donat el seu estat.
El 1963, va participar en la cèlebre emissió controvertida de Jean-Christophe Averty Les Raisins verts anunciant en veu alta els crèdits finals a vegades en condicions perilloses.
El 1967 va interpretar el seu propi paper com a locutora anunciant un reportatge (fals) realitzat per Pierre Tchernia a la pel·lícula La Bonne Peinture de Philippe Agostini, un dels primers telefilms en color a partir de la novel·la epònima de Marcel Aymé.
Després d'haver estat pròxima als vaguistes el 1968 i després dels esdeveniments del maig del 1968, ha d'abandonar l'ORTF. Poc després de l'acomiadament de l'ORTF, va signar un contracte amb RTL on va animar alguns anys el famós programa Stop ou encore dissabte i diumenge al matí, així com els matinals setmanals d'aquesta emissora de ràdio entre les 9 i les 11 h. Ho farà al llarg dels anys setanta.
El setembre del 1981, després de l'alternança política a França, acull els primers espectacles de RTL amb el programa Les auditeurs ont la parole amb el seu company Alain Krauss. Anne-Marie Peysson resta així una de les veus més famoses de la ràdio.
Amb l'arribada de Valéry Giscard d'Estaing a l'Elisi pot tornar per la "porta petita" a la televisió. El 1975 va tornar a TF1 amb un programa diari Une minute pour les femmes produït per Éliane Victor. Després, a finals dels anys setanta, va acollir al costat del xef Michel Guérard, el programa La cuisine légère.
En maig de 1983 va tornar a la televisió presentant a TF1 a partir de les 19h 40 "Les Uns pour les autres", realitzada per Roger Pradines, un concurs televisiu que permet a tres campions representant una associació de dur a terme una acció d'interès col·lectiu. També va participar en una sèrie de programes del concurs Le Francophonissime representant Luxemburg per RTL.
Val a dir que durant els anys seixanta i setanta, va gravar algunes cançons de 33 i 45 rpm. Va ser la primera actriu que ha sortit a la primera pàgina de la revista Télé Star el 9 d'octubre de 1976. També ha escrit el best-seller 1001 trucs et astuces de nos grands-mères. Fins i tot, el llibre ha estat objecte d'una versió d'aplicació per iPhone d'Apple sota el nom de 380 trucs de grand-mère pour tenir la maison.

### Vida privada
Anne-Marie Peysson es va casar amb l'especialista Jean Falloux. Va tenir un fill, Jean-Pierre, nascut a Neuilly-sur-Seine el 9 de març de 1966, i mort el 1999 d'un accident de moto, qui de la seva segona unió amb Corinne Decupère (nascuda el 1967) va tenir un fill : Jean Falloux, nascut el 18 de novembre de 1995 a París.
Jean Falloux, el seu marit, va morir el 2 de setembre de 1967 en un accident d'avió durant el rodatge de Les Grandes Vacances de Jean Girault. Durant els anys setanta va refer la seva vida amb el periodista Alain Krauss, amb qui es va casar el 21 de desembre de 1976 a Croissy-sur-Seine (Yvelines).
Va morir el 14 d'abril de 2015 a l'hospital de Le Vésinet i és sebollida al cementiri de Croissy-sur-Seine (Yvelines).

## Filmografia
- 1955: Trois de la Canebière de Maurice de Canonge
- 1964: Fantômas d'André Hunebelle: La speakerine
- 1967: La Bonne Peinture de Philippe Agostini (TV)
- 1968: Le corso des tireurs de Philippe Ducrest (TV) : Corinne
- 1969: La Femme infidèle de Claude Chabrol (non-créditée)
- 1969: Erotissimo de Gérard Pirès: La femme qui lit La Croix
- 1971: On ne se dit pas tout entre époux de Jacques Doillon (curtmetratge)

## Discografia
| • Contes et légendes du folklore de France (1964)                                                                                   |
| --- |
| (Paroles et Musique) 1. Celui qui montait voir le bon Dieu 2. Les pauvres gens trop envieux 3. Les 3 pommes 4. La fève merveilleuse |

| • Sous le signe de l'olivier (amb Henri Génès, Mathé Altéry i Jacques Morel) (1965)                                            |
| --- |
| (Chief Records) 1. Quatre olives 2. Au soleil de Nyons 3. La tartine 4. Sous l'olivier 5. La Légende de l'olivier 6. L'Ancêtre |

| • Le théâtre fermé (1967)                                                                                                   |
| --- |
| (Columbia) 1. Le théâtre fermé (Morningtown ride) 2. Qui ne risque rien 3. Un tube (Nashville Tennessee) 4. Comme un manège |

| • Du bois sec pour tout l'hiver (1968)                                                                                          |
| --- |
| (Columbia) 1. Du bois sec pour tout l'hiver 2. Le marin de Saint-Tropez 3. Les billets de cent francs 4. Cet imbécile de Johnny |

| • On est bien quand on est deux (amb Gérard Bourgeois) (1973) |
| ------------------------------------------------------------- |
| (RCA Records) 1. On est bien quand on est deux 2. Je m’ennuie |